# منظمة الحركة الشعبية لوقف الضباب

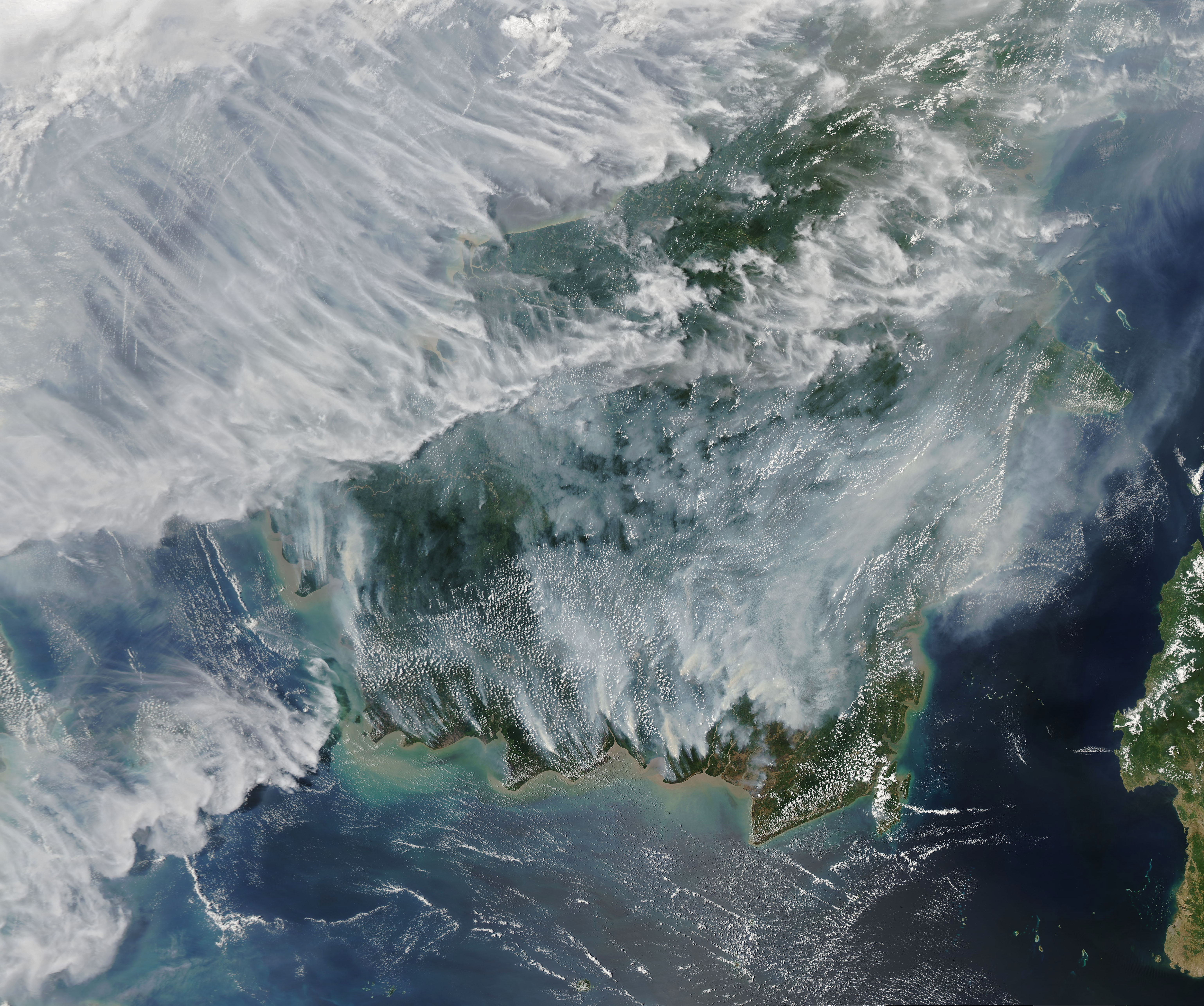
صورة القمر الصناعي لضباب جنوب شرق آسيا لعام 2019 في بورنيو

الحركة الشعبية لوقف الضباب (بالإنجليزية: People's Movement to Stop Haze)‏ هي منظمة غير حكومية مقرها في سنغافورة . تأسست في عام 2014 ردا على الضباب الذي غطى جنوب شرق آسيا لعام 2013 .  بدأت المنظمة عملها بمشروع بحث استقصائي للمناطق المعرضة للحرائق في مقاطعة ريو بإندونيسيا حيث تدهورت أراضي الخث بسبب سوء إدارة أراضي الامتياز من قبل الشركات غير المسؤولة باعتباره السبب الأساسي للحرائق في المناطق وما ينتج عنها من تلوث بالضباب العابر للحدود.  في عام 2016 ، تم تسجيلها . ثم قام مؤسسوها عام 2017 بتغيير العلامة التجارية الخاصة بها واعتمدوا شعارًا جديدًا يرمز إلى التدفق المستمر لهواء نقي ونظيف مع سهم موجه لأعلى ليعكس إجراءً بناءً تجاه ذلك. 

## أهداف
كحركة شعبية ، تركز على التواصل والبحث والدعوة بشأن المخاوف المتعلقة بالضباب. ويهدف إلى تمكين الناس بالمعرفة والقيم والوسائل ليكونوا محركات للعمل العالمي لوقف الضباب والوصول في نهاية المطاف إلى هواء نظيف للأجيال الحالية والمقبلة.